# إيمان بيطار
إيمان بيطار (17 ديسمبر 1974 -) هي ممثلة ومدبلجة لبنانية.

## فيلموغرافيا

### تلفاز
- مسلسل سجن الايام . 1996
- مسلسل أوراق الزمن المر 1996

### أدوار الدبلجة
- أطلنطس: الإمبراطورية المفقودة - هيلغا (النسخة العربية الفصحى)
- ثانوية الاستخبارات
- الديناصورات - نيرا (النسخة العربية الفصحى)
- توم المتكلم والأصدقاء - أنجيلا
- روبن هود - السيدة كلاك (النسخة العربية الفصحى)
- حكاية لعبة - بو (النسخة العربية الفصحى)
- حكاية لعبة 2 - بو (النسخة العربية الفصحى)
- حكاية لعبة 3 - دولي (النسخة العربية الفصحى)
- الخارقون - هيلين بار (النسخة العربية الفصحى)[1]
- الشجعان الثلاثة . 1983
- الطباخ الصغير (النسخة العربية الفصحى)
- الفتاكون 60
- فوق - الشرطية إيديث (النسخة العربية الفصحى)
- من ألف ليلة وليلة
- صديقي المفضل هو قرد - أدم
- بن 10: ألتيمت إليين - غوين (الصوت الثاني)
- أولاد الجيران - رقم 05
- قلبا وقالبا - حزن (نسخة العربية الفصحى)
- مستر مان شو - متهورة (الموسم الثاني)، مشاكسة (الموسم الثاني)، ضاحكة، مساعدة (الموسم الثاني)

## ولادة
مواليد 17 ديسمبر 1974 - مكان طرابلس لبنان

## روابط خارجية
- إيمان بيطار على موقع قاعدة بيانات الأفلام العربية